# 鹿児島純心大学
鹿児島純心大学（かごしまじゅんしんだいがく、英語: Kagoshima Immaculate Heart University）は、鹿児島県薩摩川内市天辰町2365番地に本部を置く日本の私立大学。1933年創立、1994年大学設置。大学の略称は純心大。
2023年4月に男女共学化するとともに、大学名が鹿児島純心女子大学（かごしまじゅんしんじょしだいがく、英語: Kagoshima Immaculate Heart University）から変更された。

## 沿革
- 1933年 - カナダのホーリーネームズ修道会（英語版）が聖名高等女学校を創設。
- 1940年 - 長崎純心聖母会がこれを引き継ぎ、鹿児島純心高等女学校と改称。
- 1948年 - 鹿児島純心高等女学校を鹿児島純心女子高等学校に改称。
- 1951年 - 学校法人鹿児島純心女子学園を設立。
- 1961年 - 鹿児島純心女子短期大学開学。
- 1994年 - 鹿児島純心女子大学開学し、国際言語文化学部国際言語文化学科、看護学部看護学科を設置。
- 2001年 - 鹿児島純心女子大学国際言語文化学部を国際人間学部に改称。
- 2002年 - 鹿児島純心女子大学看護学部を看護栄養学部に改称し、国際人間学部にこども学科を看護栄養学部に健康栄養学科を開設。
- 2004年 - 男女共学の大学院人間科学研究科心理臨床学専攻を開設し、国際人間学部国際人間学科を英語コミュニケーション学科に改称。鹿児島純心女子大学創立10周年記念式典挙行。
- 2007年 - 鹿児島純心女子学園と川内純心女子学園が法人合併。川内純心幼稚園を鹿児島純心女子大学附属純心幼稚園に名称変更。
- 2008年 - 新校舎・サンタマリア館完成。
- 2009年 - 鹿児島純心女子大学附属純心保育園の開園。同子育て支援センターの設置。
- 2010年 - 鹿児島純心女子大学国際人間学部英語コミュニケーション学科を国際人間学部ことばと文化学科に名称変更。
- 2016年 - 附属幼稚園と附属保育園を廃止し、幼保連携型認定こども園鹿児島純心女子大学附属純心幼稚園開設。
- 2019年 - 鹿児島純心女子大学 国際人間学部 ことばと文化学科及びこども学科を人間教育学部 教育・心理学科に改組。
- 2023年 - 男女共学に移行するとともに、大学名を鹿児島純心大学に改称[1][2]。

## 学部
- 人間教育学部
  - 教育・心理学科
- 看護栄養学部
  - 看護学科
  - 健康栄養学科

## 大学院
- 人間科学研究科
  - 心理臨床学専攻（修士課程） - 男女共学

## 学内奨学金
- 鹿児島純心大学白百合奨学金
- 鹿児島純心大学奨学金

## 対外関係
国内・学術交流等協定校
- 放送大学[3]

国際・学術交流等協定校
- アメリカ合衆国
  - ヴィテルボ大学（英語版）（ウィスコンシン州）

- 台湾
  - 静宜大学（台中市）
  - 文藻外語学院高雄市）

- オーストラリア
  - オーストラリア・カトリック大学 （ビクトリア州）
  - シドニー・ウエスト・インターナショナル大学（ニューサウスウェールズ州）

- フランス
  - アンジェ西カトリック大学（アンジェ）
  - リヨン・カトリック大学（リヨン）

- オーストリア
  - ウィーン大学（ウィーン）

- イングランド
  - ルートン大学（イギリス・ベッドフォードシャー）